# Fallo!
Fallo! (en italià Fes-ho!) és una pel·lícula de comèdia eròtica italiana estrenada en 2003, dirigida per Tinto Brass i protagonitzada per Sarah Cosmi, Massimiliano Caroletti, William De Vito y Maruska Albertazzi. La pel·lícula consta de sis històries diferents.

## Històries

### Alibi
Cinzia (Sara Cosmi) celebra el seu setè any de matrimoni amb el seu espòs a Casablanca. El marit fa arranjaments perquè tingui relacions sexuals amb Ali, un treballador de l'hotel. Ell li assegura a Cinzia que tot això ocorrerà de manera natural, la qual cosa fa que tant el marit com Ali tinguin relacions sexuals amb Cinzia.

### Montaggio alternato
Stefania (Silvia Rossi) és l'esposa del presentador de notícies de televisió Luigi (Andrea Nobili) que s'enfureix quan descobreix que el seu marit està tenint una aventura amb Erika (Federica Tommasi). Ella es converteix en l'amant del director de televisió Bruno (Max Parodi).

### 2 cuori & 1 cappana
La dolça Katarina Alto Adige (Raffaella Ponzo) rep un generós salari per a trobar-se amb la perversa Frau Bertha (Virgínia Barrett), una dominatriz alemanya i el seu esclau en una petita casa d'hostes. El pla va ser ideat pel seu nuvi, el xef napolità Cyrus (Stefano Gandolfo) perquè puguin obrir el seu propi restaurant.

### Botte d'allegria
Raffaella (Angela Ferlaino) complimenta al seu espòs amb històries de les seves trobades sexuals, algunes dels quals són molt estranyes. El seu espòs en gaudeix i l'encoratja a continuar enganyant-lo.

### Honni soit qui mal y pense
Al poble de Cap d'Agde, Anna (Maruska Albertazzi) es diverteix tranquil·lament amb la senyora Helen (Grazia Morelli) i el seu espòs, el satíric escocès senyor Noel (Antonio Salines).

### Dimme porca che me piaze
La veneciana Rosy (Federica Palmer) està de lluna de mel amb el seu espòs a Londres, i està d'acord que s'atreveixi a tenir relacions sexuals en públic.